# Westminster (Colorado)
Westminster é uma cidade estadunidense localizada entre os condados de Adams e Jefferson no estado do Colorado.
Em 2006, o United States Census Bureau estimou a população da cidade em 105 753 habitantes. No censo americano de 2010, a cidade tinha uma população de 106 114 habitantes e em 2018, a sua população foi estimada de 113 479 habitantes. Westminster é a sétima cidade mais populosa do estado[carece de fontes?] e a 25º cidade mais populosa dos Estados Unidos da América.
Em julho de 2006, Westminster foi considerado o 24º melhor lugar para viver pela revista Money